# Archaeoteleia araucana
Archaeoteleia araucana är en stekelart som beskrevs av Lubomir Masner 1968. Archaeoteleia araucana ingår i släktet Archaeoteleia och familjen Scelionidae. Inga underarter finns listade.